# 施洛斯湖 (美因河畔卡爾)
50°5′35.83″N 9°0′35.88″E / 50.0932861°N 9.0099667°E

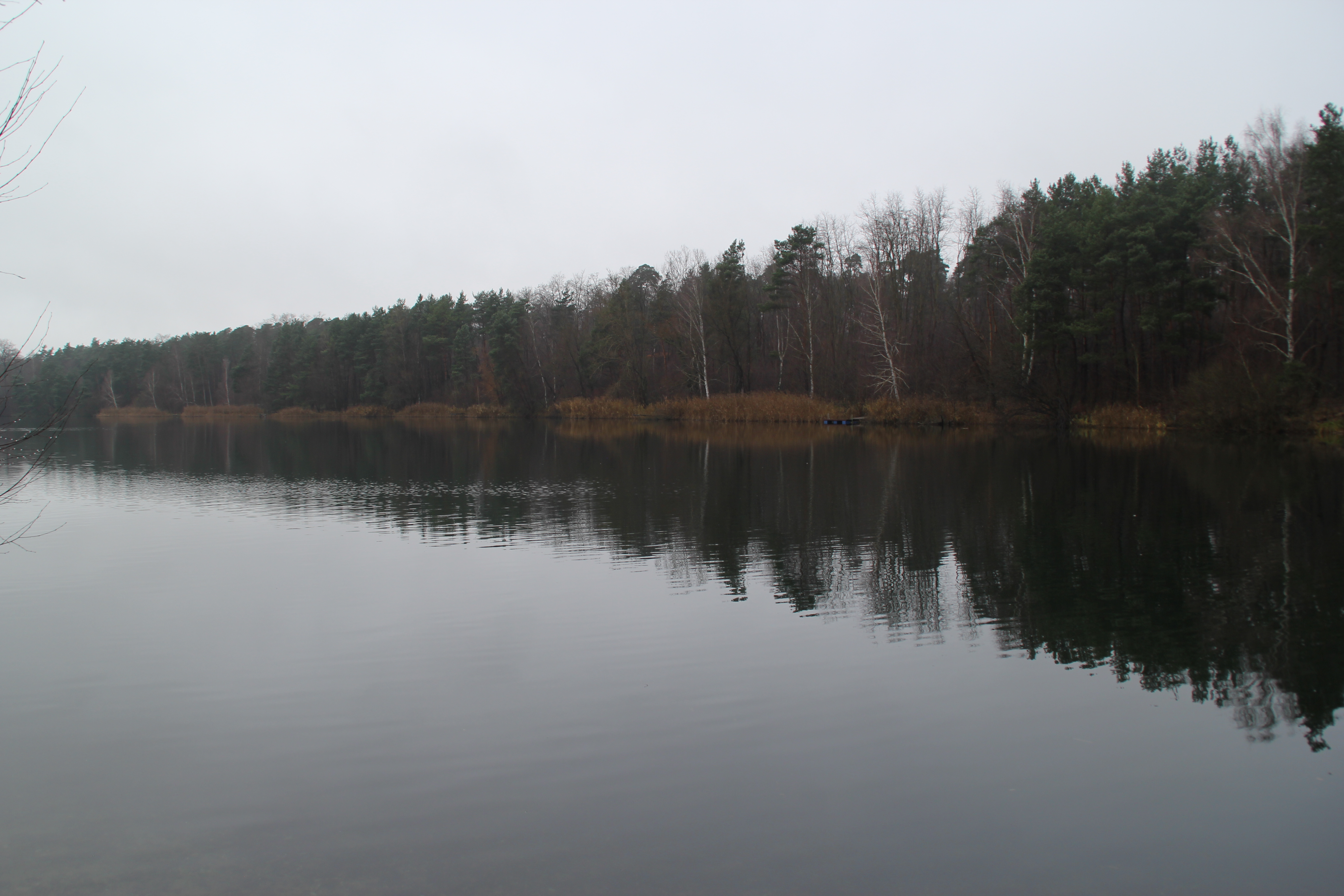

施洛斯湖（德語：Schloßsee），是德國的湖泊，位於該國東南部，由巴伐利亞州負責管轄，處於美因河畔卡爾附近，長0.8公里、寬0.3公里，面積0.14平方公里，海拔高度109米。